# Zale cinerea
Zale cinerea är en fjärilsart som beskrevs av Morrison 1875. Zale cinerea ingår i släktet Zale och familjen nattflyn. Inga underarter finns listade i Catalogue of Life.